# Нова Полхора
Нова Полхора (слч. Nová Polhora) насељено је мјесто са административним статусом сеоске општине (слч. obec) у округу Кошице-околина, у Кошичком крају, Словачка Република.

## Становништво
| Година:    | 1994. | 2004.    | 2014.   | 2024.    |
| ---------- | ----- | -------- | ------- | -------- |
| Број људи: | 360   | 421      | 432     | 548      |
| Разлика:   |       | +16,94 % | +2,61 % | +26,85 % |

| Година:    | 2023. | 2024.   |
| ---------- | ----- | ------- |
| Број људи: | 528   | 548     |
| Разлика:   |       | +3,78 % |

Према подацима о броју становника из 2011. године насеље је имало 419 становника.